# Kanton Rougemont-le-Château
Der Kanton Rougemont-le-Château war von 1871 bis 2015 ein französischer Wahlkreis im Arrondissement Belfort, im Département Territoire de Belfort und in der Region Franche-Comté. Sein Hauptort war Rougemont-le-Château. 
Der Kanton Rougemont-le-Château entstand 1871 durch Abtrennung der vier frankophonen Gemeinden Rougemont, Romagny, Leval und Petitefontaine vom Kanton Masevaux, der nach dem Deutsch-Französischen Krieg mit dem Elsass an das Deutsche Reich kam. Demgegenüber verblieb der Kanton Rougemont-le-Château bei Frankreich. Das Gebiet dieses kleinen Kantons wurde 1984 vergrößert, als die Gemeinden Felon, Lachapelle-sous-Rougemont und Saint-Germain-le-Châtelet vom Kanton Fontaine und Anjoutey, Bourg-sous-Châtelet, Étueffont sowie Lamadeleine-Val-des-Anges vom Kanton Giromagny zum Kanton Rougemont-le-Château wechselten. 

## Gemeinden
Der Kanton bestand aus elf Gemeinden:
| Gemeinde                  | Einwohner | Code postal | Code Insee |
| ------------------------- | --------- | ----------- | ---------- |
| Anjoutey                  | 595       | 90170       | 90003      |
| Bourg-sous-Châtelet       | 128       | 90110       | 90016      |
| Étueffont                 | 1433      | 90170       | 90041      |
| Felon                     | 223       | 90110       | 90044      |
| Lachapelle-sous-Rougemont | 466       | 90360       | 90058      |
| Lamadeleine-Val-des-Anges | 34        | 90170       | 90061      |
| Leval                     | 196       | 90110       | 90066      |
| Petitefontaine            | 174       | 90360       | 90078      |
| Romagny-sous-Rougemont    | 202       | 90110       | 90086      |
| Rougemont-le-Château      | 1252      | 90110       | 90089      |
| Saint-Germain-le-Châtelet | 536       | 90110       | 90091      |

## Bevölkerungsentwicklung
| 1962 | 1968 | 1975 | 1982 | 1990 | 1999 |
| ---- | ---- | ---- | ---- | ---- | ---- |
| 4222 | 4046 | 4008 | 4314 | 4867 | 5041 |